# Kabbaligere, Arkalgud
Kabbaligere là một làng thuộc tehsil Arkalgud, huyện Hassan, bang Karnataka, Ấn Độ.